# Hermann-Rudolph-Brunnen

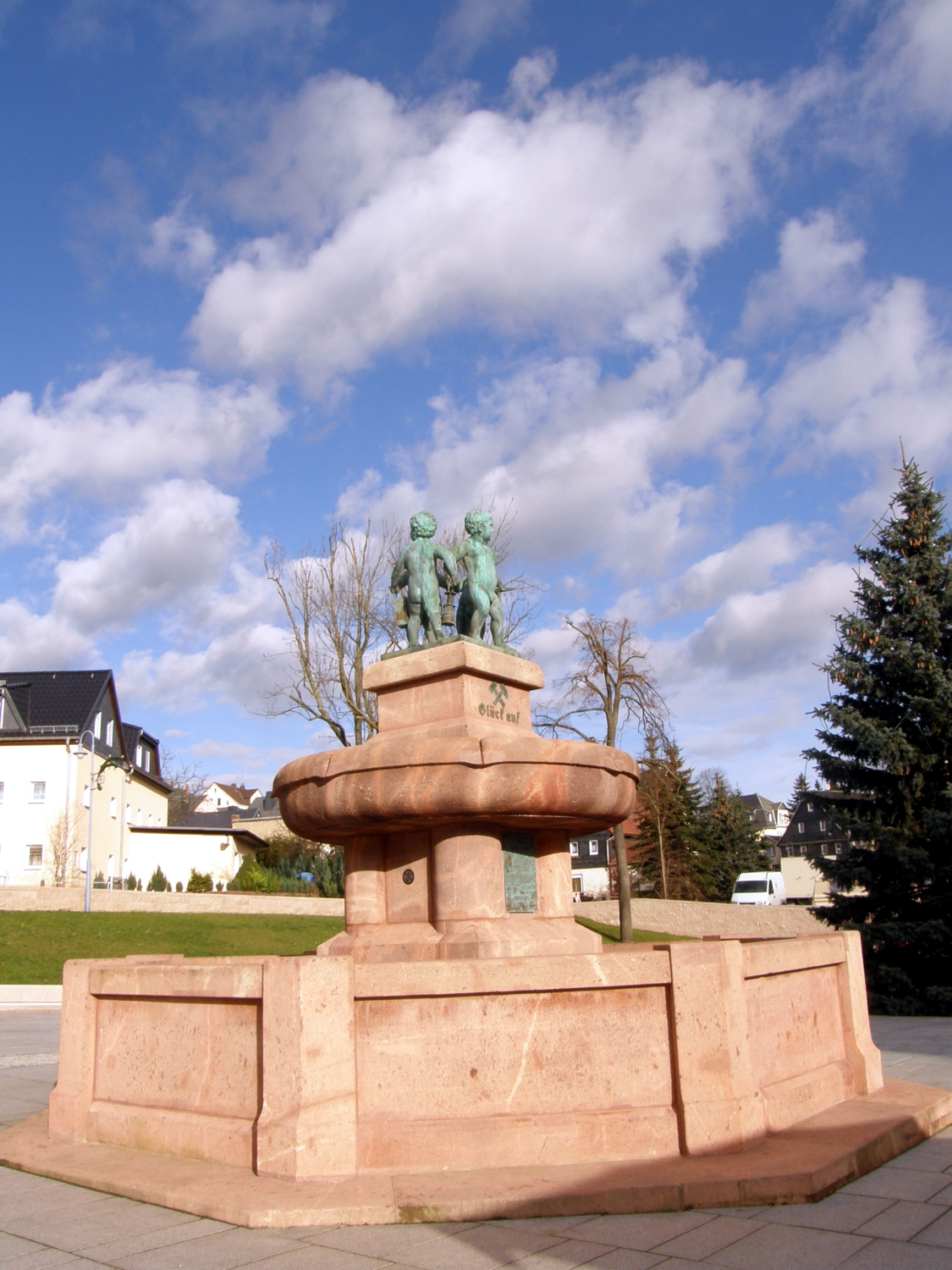
Hermann-Rudolph-Brunnen

Der Hermann-Rudolph-Brunnen ist ein Zierbrunnen auf dem Rathausplatz im Stadtzentrum von Oelsnitz/Erzgeb.
Der Brunnen ist ein zweietagiger Brunnen aus Rochlitzer Porphyr mit einem Gesamtdurchmesser von etwa 5 Metern, den oberen Abschluss bildet die Figurengruppe „Vier tanzende Jünglinge“ aus Bronze. Er wurde von dem in Oelsnitz geborenen, in Teplitz-Schönau als Architekt und Bergwerksunternehmer tätigen Hermann Rudolph gestiftet und 1914 im Auftrag der Gemeindeverwaltung durch den Dresdner Bildhauer Arthur Ernst Berger geschaffen. 
Im Zuge des Umbaus des Rathausplatzes im Jahr 2009 wurde der Brunnen umfassend saniert und an seinen heutigen Standort versetzt.